# Scenopinus ussuriensis
Scenopinus ussuriensis är en tvåvingeart som beskrevs av Nina Krivosheina 1981. Scenopinus ussuriensis ingår i släktet Scenopinus och familjen fönsterflugor. Inga underarter finns listade i Catalogue of Life.